# Sainte-Féréole
 Sainte-Féréole  (en occitano Senta Farriòla) es una comuna y población de Francia, en la región de Lemosín, departamento de Corrèze, en el distrito de Brive-la-Gaillarde y cantón de Donzenac.
Su población en el censo de 2008 era de 1749 habitantes.
Está integrada en la Communauté d'agglomération de Brive.

## Demografía
| 1410 | 1302 | 1302 | 1449 | 1568 | 1604 | 1749 |
| Para los censos de 1962 a 1999 la población legal corresponde a la población sin duplicidades (Fuente: INSEE [Consultar]) |      |      |      |      |      |      |